# Matti Niemi
Matti Juhani Niemi (* 6. Juni 1937 in Viljakkala) ist ein ehemaliger finnischer Steuermann im Rudern.

## Karriere
Bei den Europameisterschaften 1955 gewann der finnische Zweier mit Steuermann mit Toimi Pitkänen, Veli Lehtelä und Matti Niemi die Silbermedaille im Zweier mit Steuermann hinter dem Boot aus der Schweiz. Im Jahr darauf traten die drei Ruderer zusammen mit Reino Poutanen und Kauko Hänninen im Vierer mit Steuermann an und gewannen den Titel bei den Europameisterschaften 1956. Bei den Olympischen Spielen 1956 in Melbourne erkämpften die Finnen die Bronzemedaille mit zwei Zehntelsekunden Vorsprung auf das Boot der australischen Gastgeber, es siegte das italienische Boot vor den Schweden.
Während Pitkänen und Lehtelä ihre Karriere im Zweier ohne Steuermann fortsetzten, gelangen dem mit 1,82 m für einen Steuermann recht großen Matti Niemi keine weiteren internationalen Erfolge.